# Dorsal de Carlsberg
La Dorsal de Carlsberg és la secció nord de la dorsal índia central, un límit de plaques tectòniques divergents entre la placa africana i la placa indoaustraliana, que travessa les regions occidentals de l'oceà Índic.
La dorsal de la qual forma part la dorsal de Carlsberg s'estén cap al nord des d'una cruïlla de punt triple prop de l'illa de Rodrigues (el punt triple de Rodrigues) fins a una unió amb la zona de fractura d'Owen. La dorsal va començar la seva propagació cap al nord a finals del Maastrichtià i va arribar a l'incipient mar d'Aràbia a l'Eocè. Després va continuar acumulant basalt però no es va propagar durant gairebé 30 Ma. Aleshores, a principis del Miocè va començar a propagar-se cap a l'oest cap al punt calent d'Afar, obrint el golf d'Adèn.
La dorsal de Carlsberg és sísmicament activa, amb un gran terratrèmol registrat pel Servei Geològic dels Estats Units de 7,6 a l'escala sismològica de magnitud de moment el 15 de juliol de 2003.
La dorsal submarina va ser descoberta pel vaixell d'investigació danès Dana durant l'expedició oceanogràfica al voltant del món de la Fundació Carlsberg (1928–1930), més coneguda com la 2a expedició Dana, i porta el nom de la Fundació Carlsberg, que va finançar tota l'expedició i l'anàlisi posterior i publicació de resultats.